# Ste-Marie (Péry)

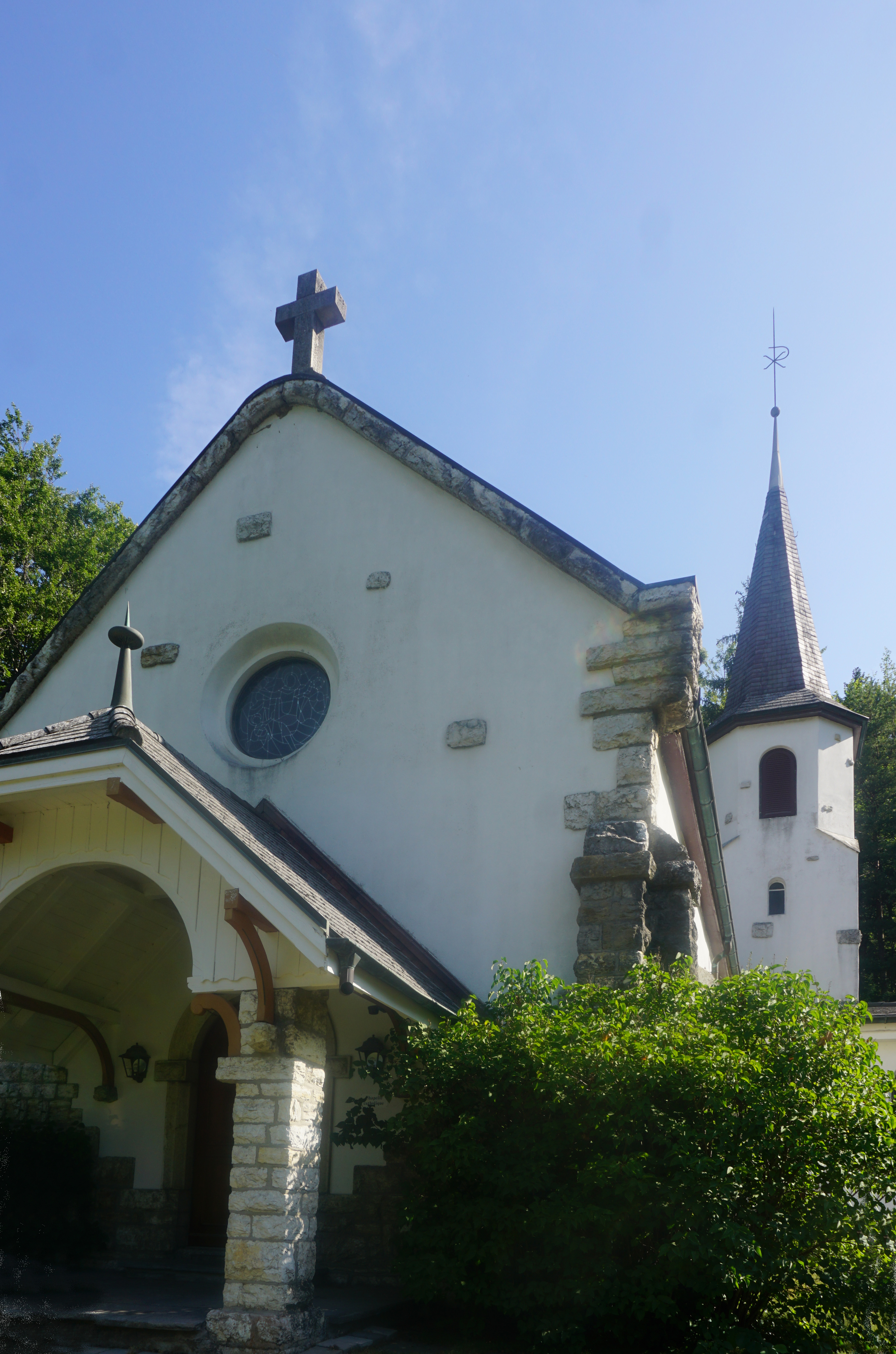
Chapelle Ste-Marie in Péry

Die Chapelle Ste-Marie ist die römisch-katholische Pfarrkirche in Péry in der Agglomeration Biel im Kanton Bern. Die 1904 erbaute Kirche ist im Bauinventar des Kantons Bern als schützenswertes C-Objekt eingestuft.

## Geschichte und Pfarreistruktur
Zur römisch-katholischen Kirchgemeinde Biel und Umgebung gehören vom französischsprachigen Verwaltungskreis Berner Jura die Einwohnergemeinden: Orvin, Péry-La Heutte, Romont BE und Sauge. Der Pastoralraum Biel/Bienne-La Neuveville ist Teil der Bistumsregion die den Kanton Jura zusammen mit dem Berner Jura und dem französischsprachigen römisch-katholischen Teil der Stadt Biel umfasst. Der französischsprachige Teil des Bistums Basel wird Jura pastoral / Unités pastorales genannt.
Am Ende des neunzehnten Jahrhunderts hatte sich die durch den Kulturkampf entstandene Situation um die Marienkirche in Biel geklärt. Die Katholiken aus der Juraregion um Péry mussten bis dahin zum Gottesdienst entweder ins Solothurnische über den Berg nach Grenchen oder nach Gänsbrunnen laufen. Nachdem die Sonntagsmesse in der Bieler Marienkirche wieder möglich geworden war, wurde der Abstieg nach Biel hinunter trotzdem zu beschwerlich. Deshalb stellten die Betreiber des «Hôtel de la Truite» Frau Peck und Herr Hofer ihr Grundstück zum Bau einer Kirche zur Verfügung. Der Bau wurde von der Mutterpfarrei in Biel genehmigt, man konnte bauen. Zur Sicherheit, um einer erneut-möglichen Beschlagnahmung des Kirchenbesitzes zu entgehen, blieb die 1904 gebaute Kirche bis 1962 im Besitz des Consortium Fides, dem römisch-katholischen Kultusverein in Biel. Die Dorfgemeinschaft (communaute-des-villages) wurde 1981 gegründet. Normal wird in der Marienkirche monatlich ein Gottesdienst abgehalten.

## Baubeschreibung

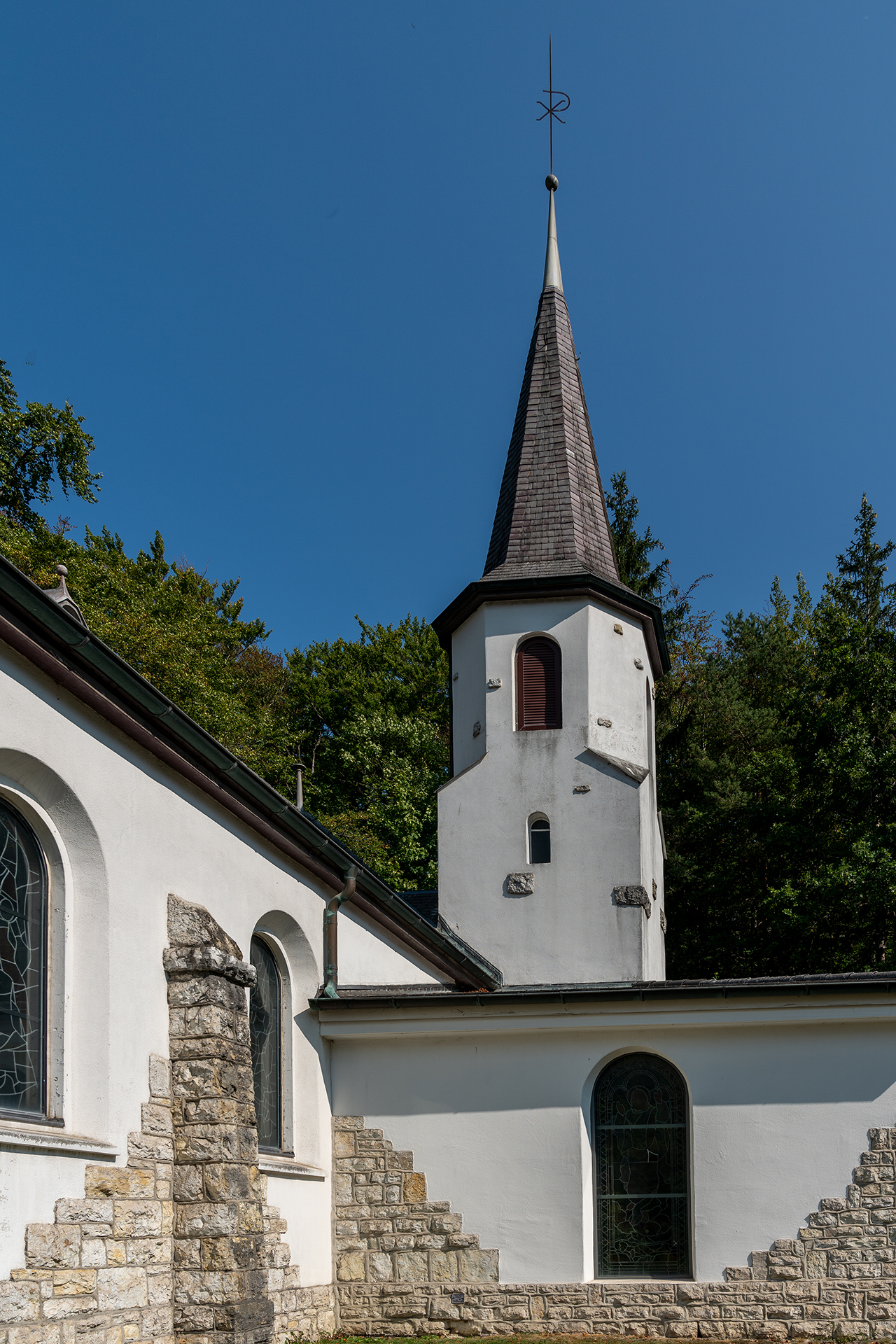
Südseite mit Sakristei und Turm

Die Kapelle, die Mariä Himmelfahrt gewidmet ist, wurde 1904 von der katholischen Pfarrei Bienne errichtet, um den Katholiken den Abstieg nach Biel zu ersparen. Sie steht auf dem Vorsporn des Hügels der abgegangenen Burg Châtillon, dem ehemaligen Sitz der Herren von Péry. 1909 bekam der die Kapelle überragende Glockenturm seine einzige Glocke mit dem Namen Katarina. 1932 wurde die Kirche erweitert, 1941 die Malerei und Dekorationen renoviert und 1963 durch die Architektin Jeanne Bueche umgebaut. Die Salpeterausblühungen am Naturstein-Mauerwerk konnte bei der Renovierung 1979 behoben werden Das Kirchenschiff liegt in Südwest-Nordöstlicher Ausrichtung und hat ein mit dunkelgrauem Faserzement-Schiefer gedecktes Satteldach. Der südliche Giebel wird von einem Steinkreuz überragt. Am Nordgiebel ist eine Chorapsis angebaut und östlich der achteckige Glockenturm auf viereckiger Basis mit der separaten Sakristei. Den Eingang an der Südfassade überdeckt ein Portalvorbau der auf Jurakalksteinsäulen ruht. Der Vorplatz ist über einen Fussweg von der Dorfstrasse aus erreichbar. Ein Gemeindesaal am Fuss des Hügels ergänzt die Gebäude der Pfarrgemeinde. Die Kirche ist in der Regel verschlossen und kann nach Voranmeldung besucht werden.

### Ausstattung
Im Kirchenschiff schuf der Freiburger Künstler Yoki (1922–2012) unter Mitarbeit des Freiburger Glaskünstlers Michel Eltschinger (* 1939) sechs Buntglasfenster die in diverser Literatur erwähnt werden. Die fünf abstrakte Glasgemälde mit der Symbolik aus dem Leben Jesu und Maria von 2,10 m auf 85 cm, sowie ein Rundfenster Mariä Himmelfahrt mit einem Durchmesser von 1,20 m wurden 1990 eingeweiht. Die Kapelle ist ausserdem mit einem holzgeschnitzten Kreuzweg und einer Madonnenstatue ausgestattet.